# Prozessanalyse
Prozessanalyse bezeichnet die systematische Untersuchung (Analyse) von Prozessen und die Zerlegung in seine Einzelteile, um Verständnis für den Prozess zu erlangen und um Schwachstellen und Verbesserungspotentiale zu erkennen.
Es kann sich dabei um verschiedene Arten von Prozessen handeln:
- betriebswirtschaftliche Prozesse, siehe Geschäftsprozessanalyse
- soziologische Prozesse[1][2]
- technische Prozesse[3]
- politische Prozesse[4]